# Zeunérite
La zeunérite est une espèce minérale, arséniate d'uranyle et de cuivre de couleur verte, de formule Cu(UO2)2(AsO4)2•(10-16)H2O. Elle est membre du groupe de l'autunite. Le minéral associé, la métazeunérite, est un produit de déshydratation de la zeunérite.
La zeunérite se trouve comme minéral secondaire dans la zone d'altération oxydée de gisements d'uranium hydrothermaux qui contiennent de l'arsenic. L'olivénite, la mansfieldite, la scorodite, l'azurite et la malachite sont trouvés en association avec la zeunérite.
Elle fut décrite pour la première fois en 1872 pour une occurrence dans le district de Schneeberg, Monts Métallifères, Saxe en Allemagne. Elle est nommée d'après Gustav Anton Zeuner (1828–1907).